# 笠戸 (海防艦)
笠戸（かさど） は、日本海軍の海防艦。普遍的には択捉型海防艦の14番艦とされているが、海軍省が定めた公式類別では占守型海防艦の18番艦とも言われる。艦名は運送船笠戸丸に次いで2代目。艦名の由来は山口県の笠戸島から。

## 艦歴

### 起工-竣工-訓練
マル急計画の海防艦甲型、第310号艦型の20番艦、仮称艦名第330号艦として計画。1943年（昭和18年）8月10日、浦賀船渠で起工。31日、「笠戸」と命名。本籍を佐世保鎮守府と仮定され、占守型海防艦の18番艦に定められる。12月9日、進水。1944年（昭和19年）1月10日、艤装員長に川島信少佐が着任。11日、艤装員事務所を設置。2月27日、竣工。川島少佐（笠戸艤装員長）は笠戸海防艦長となる。同日附で、笠戸艤装員事務所は撤去された。本籍を佐世保鎮守府に定められ、佐世保鎮守府警備海防艦として呉鎮守府部隊呉防備戦隊に編入された。29日、横須賀を出港し、3月2日に佐伯に到着。20日、連合艦隊に編入された。

### 昭和19年の行動
1944年（昭和19年）4月2日、陸軍輸送船東山丸（大阪商船、8,684トン）、阿蘇山丸（三井船舶、8,811トン）、能登丸（日本郵船、7,185トン）からなる輸送船団を護衛して洲本を出港し、3日に東京湾に到着。7日、東松第5号船団を護衛して館山を出港。12日、敵潜を攻撃して撃沈確実としたが、米軍側に該当艦はない。24日、パラオに到着。26日、東松5号復航船団を護衛してパラオを出港。翌27日にアメリカ潜水艦トリガー(USS Trigger, SS-237)の攻撃を受け、三池丸（日本郵船、11,738トン）が総員退去となり沈没。陸軍輸送船阿蘇山丸（三井船舶、8,811トン）、三池丸救援中の笠戸の2隻が損傷した。笠戸は艦首に被雷し中破し乗員8名が戦死し2名が負傷する被害を出し、阿蘇山丸の護衛でパラオに戻った。同地での応急修理で損傷した艦首を切断し仮設艦首をとりつけた。
5月22日、陸軍部隊を乗せてパラオを出港し、23日にヤップに到着。陸軍部隊を降ろした後同日出港し、24日にパラオに到着。26日0600、特設運送船興新丸（岡田商船、6,529トン）を特設駆潜艇瑞鷹丸（関東州庁、129トン）と共に護衛してパラオを出港し、28日1630にダバオに到着。30日、興新丸、特設運送船笠置山丸（三井船舶、2,427トン）を護衛してダバオを出港し、6月4日にマニラに到着した。7日、興新丸のみで編成されたマタ22A船団を護衛してマニラを出港し、9日に高雄高雄に到着。11日、輸送船10隻からなるタモ20A船団を第58号駆潜艇、第90号駆潜特務艇、特設砲艦長白山丸（朝鮮郵船、2,131トン）と共に護衛して高雄を出港し、17日に門司に到着。笠戸は同日門司を出港して佐世保に移動。23日に出港し、鎮海を経由して24日に釜山に到着。釜山船渠で修理を受ける。修理中の8月20日、軽巡洋艦五十鈴他と共に第三十一戦隊を新編。
24日、修理が完了した笠戸は釜山を出港し、鎮海を経由して28日に佐世保に到着。9月3日、佐世保を出港し4日に佐伯に到着。以後訓練に従事する。29日、佐伯を出港し、30日に呉に到着。10月10日、門司を出港し伊万里湾に移動。16日1820、陸軍臨時配当船江差丸（日本郵船、6,923トン）、陸軍輸送船ぱしふぃっく丸（玉井商船、5,872トン）、海軍一般徴用船杉山丸（山下汽船、4,379トン）他輸送船10隻からなるモマ05船団を護衛して伊万里湾を出港。20日、笠戸は海防艦三宅、干珠、満珠と共に第二十一海防隊を新編。21日1600、船団は高雄に到着し、笠戸は同地で船団から分離され、22日に馬公へ移動。23日、馬公を出港して対潜哨戒を行い、26日に厦門に到着。ミ23船団に加わって厦門を出港し、27日に馬公に到着した。笠戸は三宅と共に特設工作艦白沙を護衛して29日に出港してブルネイへ向かったが、後に昭南へ行き先を変更し、11月12日に到着した。
17日1710、笠戸はタンカー黒潮丸（東和汽船、10,518トン）、特設運送船(給油船)良栄丸（日東汽船、10,017トン）、海軍配当船松島丸（日本海洋漁業統制、10,240トン）他輸送船5隻からなるヒ80船団を練習巡洋艦香椎、海防艦鵜来、能美他護衛艦4隻と共に護衛して昭南を出港。20日1240、第17号海防艦が分離し、サンジャックにむかった。かわりに同地より第23号海防艦と第51号海防艦が合流する。同日、第三十一戦隊は北東方面艦隊第五艦隊に編入。24日1300、逓信省TM型標準船日南丸（飯野海運、5,175トン）と護衛の海防艦満珠、第51号海防艦が船団から分離してバンフォン湾に向かった。28日、良栄丸、陸軍配当船有馬山丸（三井船舶、8,697トン）と護衛の敷設艇新井埼が分離し、馬公経由で高雄にむかった。12月2日早暁、船団は六連島に到着した。3日、船団は門司に到着した。5日、第五艦隊は南西方面艦隊に編入。25日、笠戸は第十二航空艦隊千島方面根拠地隊に編入。
26日、航空機用ガソリン8,800トン、錫2,000トン、生ゴム1,000トンを積んだ逓信省標準TM型タンカーぱれんばん丸（三菱汽船、5,237トン）のみからなるヒ82船団を駆逐艦潮、海防艦択捉、久米他護衛艦1隻と共に基隆を出港。船団は中国沿岸を北上し、舟山に寄港。1945年（昭和20年）1月1日0900に舟山を出港し、3日に泗礁山泊地に到着。4日0830に泗礁山泊地を出港し、9日1804に船団は六連島に到着した。笠戸は六連島を出港し、佐世保に移動。佐世保海軍工廠で整備を受ける。

### 昭和20年の行動
1945年（昭和20年）2月3日、笠戸は佐世保を出港し、六連島に移動。4日0300に出港し、1900に黒島に到着。5日0700に出港し、ヒ88A船団と合流。船団は鎮海を経由し、7日に六連島に到着した。
10日1200、輸送船2隻からなるモタ35船団を海防艦択捉、沖縄、第39号海防艦と共に護衛して門司を出港。14日1400、船団は泗礁山泊地に到着。同地で笠戸は択捉と共に船団から分離された。15日、2隻は泗礁山泊地を出港し、第108号輸送艦、陸軍機動第101号艇からなるタモ42船団に合流。16日に六横島西方沖、17日に御ノ山島南方沖に仮泊し、20日0050に青島港外に到着。同日1000に出港し、23日1700に六連島に到着した。その後笠戸は六連島を出港し、25日に舞鶴に到着。3月6日1600に出港し、8日1500に大湊に到着。4月6日、特設運送船長和丸（日東汽船、2,719トン）、陸軍輸送船紅海丸（大阪商船、1,273 トン）からなるキ602船団を海防艦国後と共に護衛して大湊を出港。10日、役務を佐世保鎮守府予備海防艦から警備海防艦に定められる。同日、笠戸は大湊警備府部隊第百四戦隊に編入。13日0200、船団は片岡湾に到着。19日1300、紅海丸単独からなるツ901船団を護衛して片岡湾を出港。25日、釧路に到着。26日2000に出港し、28日に函館に到着した。
5月6日、笠戸は海防艦福江と共に大湊を出港し、7日に小樽に到着。1452、紅海丸他輸送船3隻からなるキ704船団を福江、択捉と共に護衛して小樽を出港。14日1815、船団は片岡湾に到着した。19日0130、ヲ904船団を福江、択捉と共に護衛して片岡湾を出港。ヲ904船団の編成はキ704船団と変わらなかった。24日2145、船団は小樽に到着した。28日2000、2E型戦時標準貨物船安房丸（日之出汽船、887トン）、海軍一般徴用船北進丸（東邦水産、1,542トン）からなるオ船団を護衛して小樽を出港。途中稚内から来た第47号海防艦が合流。6月1日、船団は松輪島に到着した。18日、第百四戦隊は連合艦隊第十二航空艦隊に編入。
22日0100、北緯43度23分 東経139度47分 / 北緯43.383度 東経139.783度の北海道西部沖で対潜掃討中、アメリカ潜水艦クレヴァル(USS Crevalle, SS-291)に8,100メートルの距離で発見される。クレヴァルは笠戸を夕雲型駆逐艦あるいは吹雪型駆逐艦と判断していた。笠戸もソナーでクレヴァルを探知し、クレヴァルに向かっていった。クレヴァルは艦尾発射管を笠戸の真正面の方向に向け、最後に残った魚雷2本を笠戸に向けて発射。そのうちの1本が笠戸の艦首に命中し、笠戸は艦橋直前より前部を喪失して大破し、乗員26名が戦死する被害を出すが、沈没は免れた。23日、小樽に到着し、小樽船渠に入渠し仮設艦首の取り付けが行われた。26日、海防艦長が川本源藏少佐に交代。
7月15日、アメリカ海軍の第38任務部隊（司令官：ジョン・S・マケイン・シニア中将）の空襲を受け、乗員1名が戦死。8月1日、笠戸は特殊警備海防艦となり、大湊警備府部隊に編入。
15日の終戦時は小樽に所在。26日、笠戸は小樽を出港し、29日に佐世保に到着した。9月10日、第四予備海防艦(第四予備艦は廃艦予定の艦が指定される)に指定された。
海軍省の廃止に伴い1945年（昭和20年）11月30日除籍。
戦後は佐世保に係留されたままとなった。1947年（昭和22年）2月1日時点で、佐世保で艦首切断状態にあり、佐世保地方復員局所管の行動不能艦艇（特）に定められる。
5月3日、行動不能艦艇（特）の定めを解かれ、1948年（昭和23年）5月31日に天草にて解体作業に着手。9月25日に解体完了となった。笠戸の艦名は海上自衛隊の掃海艇「かさど」に引き継がれた。

## 海防艦長
艤装員長
1. 川島信 少佐：1944年1月10日[28] - 1944年2月27日

海防艦長
1. 川島信 少佐：1944年2月27日[29] - 1945年6月26日
2. （兼）川本源藏 少佐：1945年6月26日[30] - 1945年11月30日（本職：第二十二号輸送艦艤装員長）

### 注
1. ↑  これは法令上の定員数であり、特修兵、その他臨時増置された人員を含まない。
2. ↑  日露戦争時の鹵獲汽船カザン号。
3. ↑  白沙日誌によれば護衛艦は三宅と倉橋となっているが[13]、当時倉橋は特設運送船(給油船)日栄丸（日東汽船、10,020トン）を第25号海防艦と共に護衛中[14]。